# Ördögök (film, 1971)
Ördögök (angolul: The Devils) egy 1971-ban bemutatott angol–amerikai történelmi horrorfilm-pszichodráma, Ken Russell rendezésében, Oliver Reed és Vanessa Redgrave főszereplésével. A történet az 1630-as évek elején, a francia vallásháborúk lezárása után is folytatódó hatalmi harcok idején játszódik, XIII. Lajos király uralkodása és Richelieu bíboros főminisztersége alatt. A cselekmény középpontjában Loudun város Szent Orsolya-rendi kolostorában kitört megszállottsági tömeghisztéria és az Urbain Grandier katolikus pap ellen lefolytatott ördögűzési – valójában politikai – koncepciós per áll, melyben a vádlottat halálra ítélték és máglyán kivégezték. 
A forgatókönyv Aldous Huxley 1952-es tényregénye, a Loudun ördögei (The Devils of Loudun), és John Whiting 1960-as Az ördögök (The Devils) című színműve alapján készült. Mindkét mű a ránk maradt történelmi feljegyzéseket dolgozza fel. A film cselekménye követi az alapművekben leírt történéseket, Ken Russell rendező jellemző stílusában, erősen dramatizálva, a szélsőséges érzelmek szuggesztív felerősítésével.

## Cselekmény
Franciaország, 1634: XIII. Lajos francia király udvari színházában a protestáns hugenották leverését ünneplő színdarabot mutatnak be. A francia vallásháborúkat követő rövid békés időszak után Richelieu bíboros főminiszter nekilát az erőteljes ellenreformációnak és a hatalom központosításának. Felszámolja a helyi autonómiákat, a feudális tartományurakat megfosztja hatalmi bázisaiktól. Meggyőzi a királyt, hogy az erődített városok falait Franciaország-szerte le kell rombolni, hogy a hugenották ne tudjanak Párizs ellen lázadni. Lajos király, akinek kedves szórakozása madárjelmezbe bújtatott protestáns foglyok lelövöldözése, beleegyezik Richelieu tervébe, de az új-aquitaniai Loudun város erődítményeinek lerombolását megtiltja, mert az ottani kormányzónak a megbékéléskor személyesen ígérte meg, hogy nem tesz kárt a városában.
Loudun városában katolikusok és hugenották, Richelieu szándékával ellentétben, békességben élnek egymás mellett, a pestisjárvány sem képes őket egymásnak ugrasztani. A város kormányzója azonban meghal. Az irányítást Urbain Grandier plébánosra, egy kicsapongó életű, büszke jezsuita papra hagyja. Grandier a város autonómiájának rendíthetetlen védelmezője, nagy népszerűséget élvez a lakosság körében. Nőügyei és sértő stílusa miatt azonban sok haragost szerez.
Grandier elcsábítja Philippe-et, Jean Mignon helybéli kanonok nőrokonát. Miután a lányt teherbe ejtette, cinikusan kiadja az útját, és álszent módon erényes életre inti. A meggyalázott lány apját kigúnyolja. Ugyanakkor Grandier nem tudja, hogy a Szent Orsolya-rendi kolostor főapátnője, a neurotikus, púpos Jeanne des Anges nővér betegesen szerelmes belé, vad szexuális képzelgéseinek tárgya Grandier teste. Egy elárvult lány, Madeleine de Brou kérelmezi, hogy novíciaként szolgálhasson a kolostorban. A főapátnő gúnyosan felvilágosítja, hogy a kolostorba azok a nők jönnek, akiket testi rútságuk vagy családjuk vagyoni helyzete miatt nem tudtak férjhez adni. 

Grandier a keresztfán, Jeanne nővér képzelgésében

Richelieu a városba küldi Jean de Laubardemont bárót, az államtanács tagját azzal az utasítással, hogy rombolja le Loudun város falait, figyelmen kívül hagyva a király ígéretét. Grandier mozgósítja a városi milíciát és katonai erővel megfutamítja a bárót. A falak bontását felfüggesztik addig, míg magától Lajos királytól nem érkezik utasítás a rombolásra.
Jeanne nővér levélben felkéri Grandier-t, legyen ő kolostor új gyóntatópapja. Grandier a papi cölibátus kötelmét megsértve titokban feleségül veszi Madeleine de Brou-t. Ezt megtudva a felajzott Jeanne nővér féltékenységi rohamot kap, Őrjöngve rátámad Madeleine-re, paráznasággal és szentségtöréssel vádolja a lányt. Mignon atyának, a kolostor új gyóntatópapjának a sértett Jeanne nővér beárulja Grandier titkos házasságát és egyéb szerelmi viszonyait. Azt állítja, Grandier démoni erővel megszállva tartja a lelkét és szemérmetlen gondolatokat gerjeszt benne.
Grandier Párizsba indul Madeleine kíséretében, hogy személyesen beszéljen a parlamenttel (bírói testülettel) és a királlyal. Jeanne nővér gyónásáról Mignon atya, a gyónási titkot megsértve, értesíti Laubardemont bárót, aki közben megszerezte Richelieu hozzájárulását Grandier félreállításához. A pap kicsapongó élete kevés az elítéléshez, Grandier-ra a boszorkányság vádját kell rásütni: az ördöggel cimborál és mágiával megbabonázza a kolostor apácáit. Kihasználva Grandier távollétét, Laubardemont és Mignon bizonyítékokat kreálnak ellene.
Laubardemont báró a városba hívja Pierre Barre inkvizítor atyát, Chinon plébánosát, hivatásos boszorkányvadászt, aki saját városában már felszította a boszorkány-hisztériát. Az eszelős Barre nyilvános ördögűzést szervez, a kihallgatásokat kegyetlen és megalázó középkori „megtisztító” eszközökkel végzi. Megkínozza Jeanne nővért, hogy még hangzatosabb bűnöket varrjon Grandier nyakába. A meggyötört apátnő „bevallja”, hogy Grandier démoni varázserővel testi kapcsolatra kényszerítette őt és apácatársait is. Az apácákat Barre és Laubardemont kivégzéssel fenyegetve ráveszi, hogy a templomban ördögi megszállottságba essenek, és ruháikat ledobva szexuális tömeghisztériát produkáljanak.
XIII. Lajos király álarcban, rangrejtve, Henri de Condé herceg képében a városba érkezik, és megszemléli a látványos őrjöngést. Egy állítólagos szent ereklyét rejtő dobozt nyújt át Barre atyának, hogy annak csodás erejével kiűzze az ördögöt a megszállottakból. A nővérek engedelmesen „meggyógyulnak” és hálálkodnak az álruhás királynak, amíg az fel nem fedi, hogy az ereklyetartó doboz teljesen üres. Barre nyilvános ördögűzése köznevetségbe fullad, az álruhás király remekül szórakozik. Távozása után az orgia zavartalanul folytatódik, a felgerjedt apácák megbecstelenítik a feszületet is.
A káosz csúcspontján visszaérkezik Grandier. Tagadja a boszorkányság vádját, és Jeanne nővért okolja, hogy ő okozta a hisztériát, a Grandier iránt érzett saját bűnös testi vágya és visszautasítása miatt, bosszúból. Józan szavai nyomás az őrjöngő apácák lecsillapodnak. Laubardemont báró gyorsan új vádat talál ki, és immár eretnekség miatt tartóztatja le Grandiert és Madeleine-t is. Az apácákat visszaterelik a kolostorba. A báró halálbüntetéssel fenyegeti őket, ha megváltoztatnák korábbi, Grandier-t terhelő vallomásaikat. Jeanne nővér öngyilkosságot kísérel meg önakasztás útján, de Laubardemont megmenti, mert szüksége van rá a pap elítéléséhez. Grandier-t az inkvizíció bírósága perbe fogja. Szörnyűségesen megkínozzák, spanyolcsizmával nyomorékká teszik, de nem vallja magát bűnösnek. Letartóztatják azokat a polgárokat is, akik védelmükbe vették. A koncepciós per bírái Grandiert máglyahalálra ítélik. A hóhér megígéri az elítéltnek, hogy a szokásoknak megfelelően megfojtja, hogy megkímélje a tűzhalál szenvedésétől, de az őrjöngő Barre atya maga gyújtja meg a máglyát. Grandier a máglyán égve sem ismeri be a hamis vádat, de figyelmezteti a városiakat, hogy most vesztik el szabadságukat. Mignon atya kételkedni kezd Grandier bűnösségében. Laubardemont felrobbantja a városfalakat, az összegyűlt polgárok menekülnek a hulló kövek elől.

„ [A városi gyűlésen:] Nézzétek városfalainkat: Nélkülük védtelenek leszünk, kiszolgáltatva az ellenségnek. Gyenge, magára hagyatott, mint egy árva falu. És függetlenségünk biztosítéka nélkül a szabadságunk is elvész majd… (…) 
 [A máglyán:] Ne engem nézzetek, hanem a városotokat. A városotokat is elpusztítják, és a szabadságotokat is. Ha szabadok akartok maradni, harcoljatok! Harcoljatok, vagy a rabszolgáik lesznek.”

– Grandier

A kivégzés után Barre atya továbbáll Loudunből, hogy Új-Aquitania más vidékein folytassa tisztogató munkáját. Laubardemont báró tájékoztatja Jeanne nővért, hogy Mignon atyát tébolydába zárták, mert Grandier ártatlanságát hangoztatja, és „aláírt terhelő vallomás hiányában mindenki más is ezt gondolja”. Magát a bárót sem érdekli már a bűnösség kérdése, hiszen igazi célját, Grandier eltüntetését és a város alávetését elérte. Távozás előtt Jeanne nővérnek ajándékozza Grandier elszenesedett combcsontját emlékül. Az eszelős apátnő csókolgatja a csontot és maszturbál vele. Madeleine-t szabadon engedik, a lerombolt falak törmelékhalmain át kibotorkál a rommá lett városból.

## Szereposztás
| Szerep                                       | Színész           | Magyar hangja (1. szinkron, 1990 után) |
| -------------------------------------------- | ----------------- | -------------------------------------- |
| Jeanne des Anges nővér, főapátnő             | Vanessa Redgrave  | Kovács Nóra                            |
| Urbain Grandier katolikus plébános           | Oliver Reed       | Galambos Péter                         |
| Jean Martin de Laubardemont báró             | Dudley Sutton     | Lippai László                          |
| Ibert                                        | Max Adrian        | Szersén Gyula                          |
| Madeleine de Brou                            | Gemma Jones       | N/A                                    |
| Jean Mignon kanonok                          | Murray Melvin     | Szokol Péter                           |
| Pierre Barre atya, inkvizítor                | Michael Gothard   | Bozsó Péter                            |
| Philippe, Grandier elhagyott szeretője       | Georgina Hale     | N/A                                    |
| Adam                                         | Brian Murphy      | Fekete Zoltán                          |
| Richelieu bíboros főminiszter                | Christopher Logue | Forgács Gábor                          |
| XIII. Lajos francia király / „Condé hercege” | Graham Armitage   | N/A                                    |
| Trincant                                     | John Woodvine     | Pusztaszeri Kornél                     |
| Rangier                                      | Andrew Faulds     | N/A                                    |
| Legrand                                      | Kenneth Colley    | Balázsi Gyula                          |
| Judith nővér                                 | Judith Paris      | N/A                                    |
| Catherine nővér                              | Catherine Willmer | N/A                                    |
| Iza nővér                                    | Iza Teller        | N/A                                    |

További magyar hangok: Bardóczy Attila, Bertalan Ági, Gáspár Kata, Orosz István, Urbán Andrea

## Történelmi háttér
Trónra lépésekor, 1589-ben, IV. (Bourbon) Henrik király véget vetett a három évtizeden át dúló francia vallásháborúknak. A katolikus párt sokáig nem ismerte el a protestáns királyt, ellenkirályt választottak, lázadások kezdődtek. Henrik 1593-ban áttért a katolikus vallásra, az ország katolikusai elismerték uralkodónak. A katolikus Liga, a spanyolok támogatásával még dacolt a királlyal, csak 1595-ben hódoltak meg. A protestáns hugenották többször is fellázadtak a katolizált Henrik ellen, míg végül a király 1598-ban kiadta a nantes-i ediktumot, szabad vallásgyakorlást biztosítva a hugenottáknak. 1610-ben IV. Henrik királyt egy fanatikus katolikus meggyilkolta. Az ellentétek továbbra sem szűntek meg, a hugenották katonai és politikai ereje veszélyeztette a királyi hatalmat. Henrik fia és utódja, XIII. Lajos 1629-ben kiadta a nîmes-i ediktumot, mellyel érvénytelenítette apja, IV. Henrik nantes-i rendeletét, és korlátozta a hugenották jogait. Richelieu bíboros főminiszter elfoglalta és lerombolta a hugenotta városok erődítményeit, megszüntette szabadságjogaikat, csak a vallásszabadságot hagyta meg számukra.

## Forgatási helyszínek
- Bamburgh vára, Bamburgh, Northumberland, Anglia
- Pinewood Studios, Iver Heath, Buckinghamshire, Anglia

## Díjak, elismerések
- 1971: a Velencei Nemzetközi Filmfesztiválon megkapta a legjobb külföldi film díját az olasz filmkritikusok szövetségétől.[4]

## További információ
- Ördögök a PORT.hu-n (magyarul)
- Ördögök az Internetes Szinkronadatbázisban (magyarul)
- Ördögök az Internet Movie Database-ben (angolul)
- Ördögök a Rotten Tomatoeson (angolul)
- Ördögök a Box Office Mojón (angolul)
- Les diables (1971) (francia nyelven). AlloCiné.fr
- Die Teufel (1971) (német nyelven). Filmdienst.de
- Ördögök (1971) (magyar nyelven). TMDB (The MovieWeb Adatbázis)
- Ördögök (1971) (magyar nyelven). MAFAB.hu